# 나가이 이치로
나가이 이치로(일본어: 永井一郎 ながい いちろう[*], 1931년 5월 10일 ~ 2014년 1월 27일)는 일본의 성우이다.
1926년생 여성성우인 아소 미요코랑 커플에 파트너이기 때문인지 1923년생이라는 실수로 오류 붙었다. 신격호회장과 칼 라거펠트 비슷한 케이스.

## 주요 출연작품

### TV 애니메이션
- 2020 우주의 원더키디 - 박사
- 고래의 도약 (타무라 시게루 작품) - 나레이터.노인
- 기동전사 건담 - 내레이션, 데긴 소도 자비(TV판), 콘스콘, 매쉬
- 기동전사 건담 UC - 사이암 비스트
- 기동전사 건담: 제08MS소대 - 지단 니커드
- 기동전사 크로스본 건담 - 클랙스 두가치
- 그레이트 마징가 - 악령장군 하디아스
- 더 도라에몽즈 - 로봇학교 교장
- 더 화이팅 - 네코타 긴파치
- 도라에몽 극장판 노비타의 일본탄생 - 기가좀비
- 도라에몽 극장판 노비타와 날개의 용자들 - 호우박사
- 드래곤볼 - 카린, 학선인
- 란마 1/2 - 핫포사이
- 명탐정 코난 - 스즈키 지로키치
- 명탐정 코난 극장판 천국으로의 카운트다운 - 키사라기 호우스이(최봉수)
- 무적로보 트라이더 G7 - 카키코지 우메마로
- 몬스터 - Dr. 라이히와인
- 태양의 용자 파이버드 - 아마노 히로시
- 헌터X헌터 리메이크판 - 아이작 네테로
- AIR - 지덕법사
- YAWARA! - 이노쿠마 지고로

### 극장판 애니메이션
- 바람계곡의 나우시카 - 미토